# Volkswagenwerk Bratislava

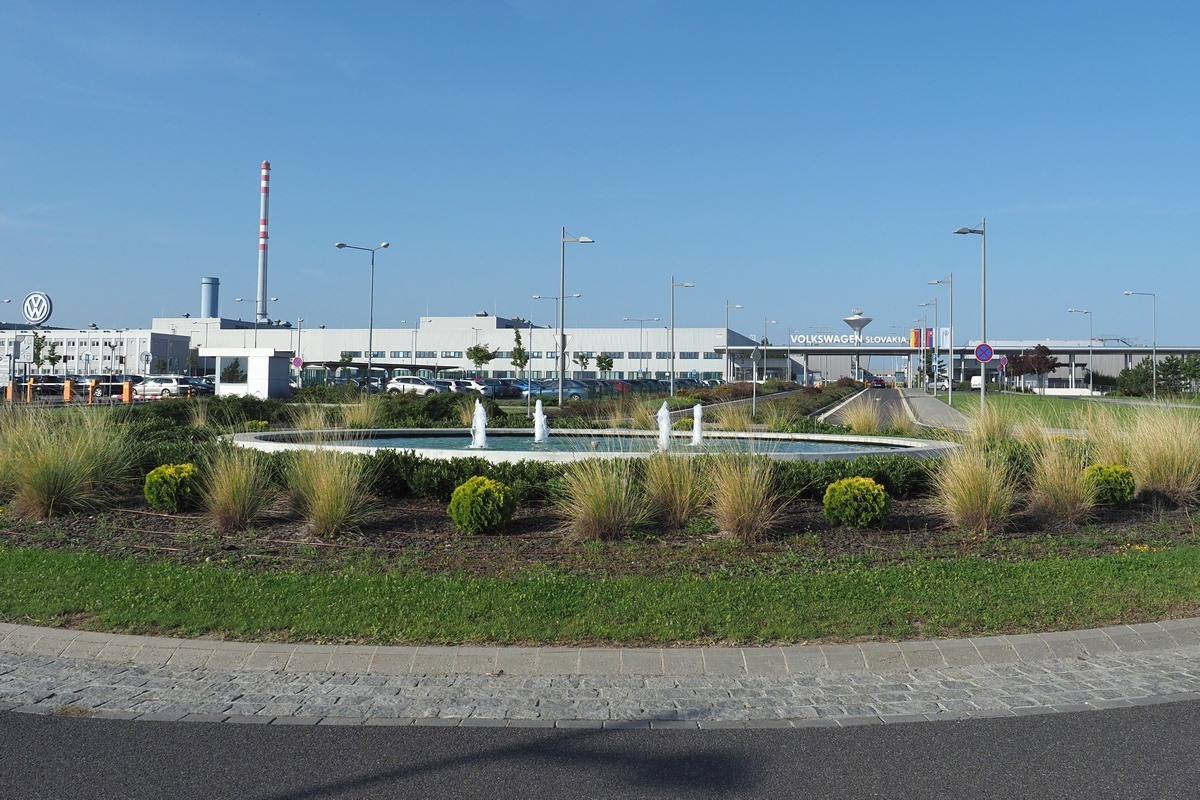
Ansicht vom Werk

Das Volkswagen-Werk Bratislava im Stadtteil Devínska Nová Ves der slowakischen Hauptstadt Bratislava gehört zu Volkswagen Slovakia. Das seit 1991 zur Volkswagen AG gehörende Werk wurde 1971 als Bratislavské automobilové závody n.p. (kurz BAZ, Automobilwerke Bratislava) zur Produktion von Fahrzeugen der Marke Škoda von der tschechoslowakischen Regierung als Staatsbetrieb mit schrittweise vollständig neu errichteter Produktionsstätte gegründet.

## Beschreibung
Das Werk Bratislava an der slowakisch-österreichischen Grenze an der March, die wenige Kilometer weiter südlich in die Donau mündet, hat eine Fläche von 1.780.058 m². Rund 12.300 Mitarbeiter (1998: 7500 Mitarbeiter) produzieren dort Fahrzeuge der Marken Audi, Porsche, Seat, Škoda und Volkswagen. 2016 wurden in Bratislava die Karosserien für den Bentley Bentayga gebaut und nach Crewe im Vereinigten Königreich geliefert. Noch im gleichen Jahr wurden die Produktionsanlagen für den Bentley demontiert und im Volkswagenwerk Zwickau wieder aufgebaut. Eine Besonderheit ist die eigens für den Standort entwickelte Autoseilbahn Bratislava, welche das Werk mit einer 2,8 Kilometer langen Teststrecke verbindet. Das Werk verfügt über einen eigenen Anschluss an die Bahnstrecke Devínska Nová Ves–Skalica na Slovensku.

## Geschichte

### Vorentwicklung: Tatra Bratislava und Bratislavské automobilové závody (BAZ)

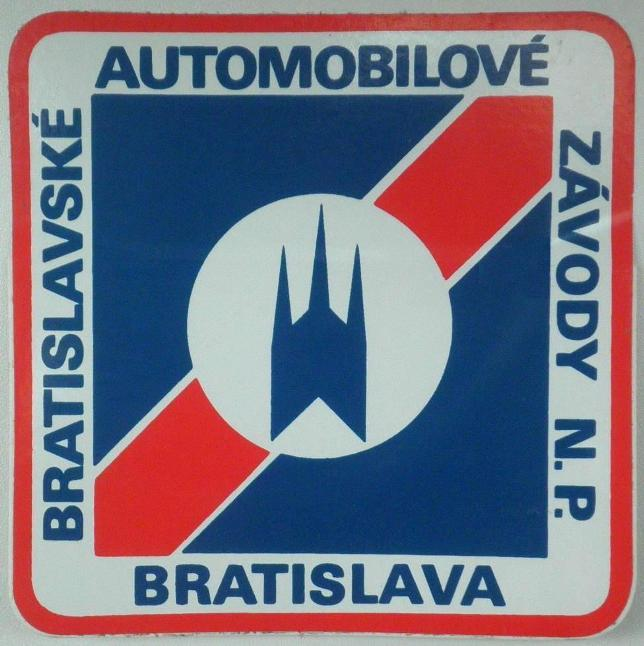
Logo von BAZ (Bratislavské automobilové závody)

Das Werk geht auf ein staatliches Unternehmen für Maschinenbau (Mechanizačný a regeneračný podnik) zurück. Ab 1960 wurde es zu einem Standort des Automobil- und Lastkraftwagenherstellers Tatra. Eine eigene Entwicklungs- und Designabteilung arbeitete an eigenen Entwürfen auf Basis bestehender Pkw-Modelle von Tatra.
In den späten 1960ern entschied die Regierung, aus dem Standort an der March ein eigenes Werk zur Produktion von Personenfahrzeugen zu bauen. Ziel war, den im Vergleich geringer entwickelten slowakischen Teil der Tschechoslowakei stärker zu industrialisieren. Hierfür wurden zahlreiche neue Werkshallen errichtet und Maschinen auch in nicht sozialistischen Staaten erworben. Letztendlich wurde am 1. Juli 1971 Bratislavské automobilové závody, národný podnik (kurz BAZ, Bratislavaer Automobilwerke, Staatsbetrieb) gegründet. Der ursprüngliche Plan war, das neue Werk für die modern konzipierte Mittelklasselimousine der Baureihe Škoda 720 (1250, 1500) in großen Mengen für den Export (Fremdgeldbeschaffung) zu bauen, wozu es aufgrund fortgesetzter Schwierigkeiten beim Bau von BAZ nicht mehr kam. Nach dem Scheitern des Projekts gab es Gedanken über den Bau des RGW-Autos in Bratislava. Zwischenzeitlich gab es auf slowakischer Seite Ambitionen, Fahrzeuge in Lizenz zu bauen. Nach jahrelangen Entscheidungsschwierigkeiten wurde am 30. April 1982 die Automobilproduktion mit dem Škoda Garde begonnen, Limousinen der Baureihe Škoda 742 (105, 120 und weitere) sollten folgen. Nach ursprünglicher Vereinbarung von 1980 sollten jährlich rund 100.000 Coupés produziert werden. Diese Ziele wurden weit verfehlt: Das Werk in Bratislava schaffte es seit Produktionsstart bis August 1982 nur einen Bruchteil von 63 Fahrzeugen herzustellen.
Unabhängig von der Hauptentwicklung in Tschechien wurden bei BAZ auch zahlreiche Fahrzeuge auf Basis aktueller Škoda-Modelle (insbesondere der Baureihe 742) entwickelt, die aber nie in Serie gingen. 1987 wurde der ineffiziente Bau von Pkw gestoppt, da die produzierten Fahrzeuge stets qualitative Probleme hatten und die Produktionsziele trotz neuester Maschinenanlagen nicht im Ansatz erreicht wurden. Ab da wurde nur noch der einfach konstruierte, geländefähige Lkw Praga V3S bis 1990 produziert. Zeitgleich wurde die Produktion für Achsen des neuen Škoda Favorit angepasst, aber auch hier kam es zu wiederholten Engpässen bei der Lieferung an das Stammwerk AZNP Mladá Boleslav (Name des Herstellers von Škoda-Fahrzeugen). BAZ war nie eine Tochter von AZNP Mladá Boleslav (Škoda) und war ausschließlich dem Kombinat für Automobilbau des Ministeriums für Maschinenbau unterstellt.
Im Rahmen der Privatisierung von Staatsbetrieben gelang BAZ, mittlerweile als Aktiengesellschaft (a.s.) schrittweise als Joint-Venture Volkswagen Bratislava, spol. s.r.o. mit der tschechoslowakischen Regierung zur Volkswagen AG mit Gründung am 12. März 1991. Im Werk Bratislava Devínska Nová Ves waren im Juli 1998 etwa 7500 Arbeitnehmer beschäftigt. Im Dezember wurde das Werk als Bestandteil des Unternehmens Volkswagen Bratislava in die neu gegründete Volkswagen Slovakia, a.s. eingegliedert.

Prototypen von Tatra Bratislava und BAZ
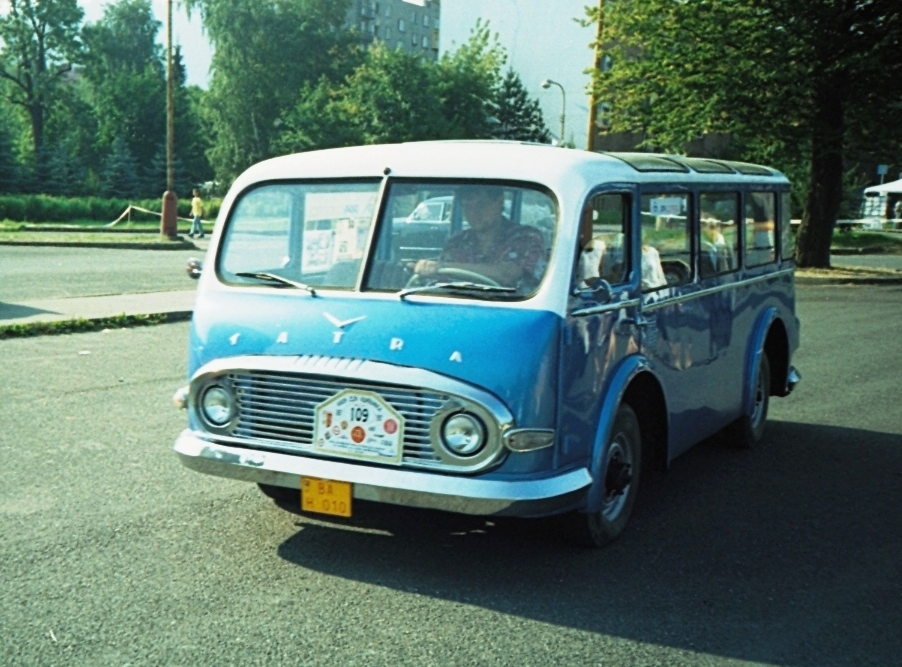
Tatra 603 MB (1961) mit Frontmotor/-antrieb auf Basis des Tatra 603 als seriennahe Entwicklung und Konkurrenz zum Škoda 1203.
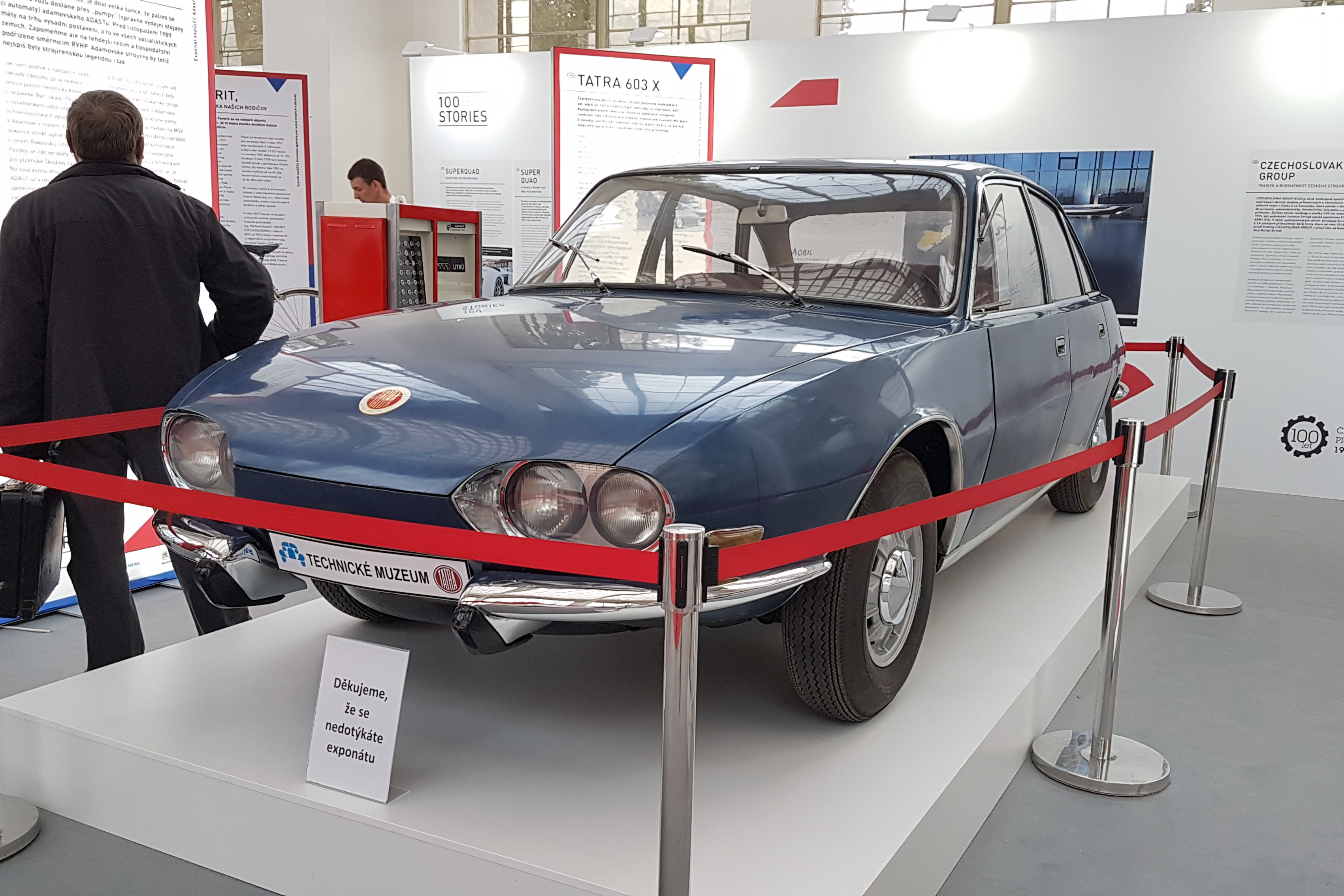
Tatra 603 X (1966) als Weiterentwicklung des Tatra 603.
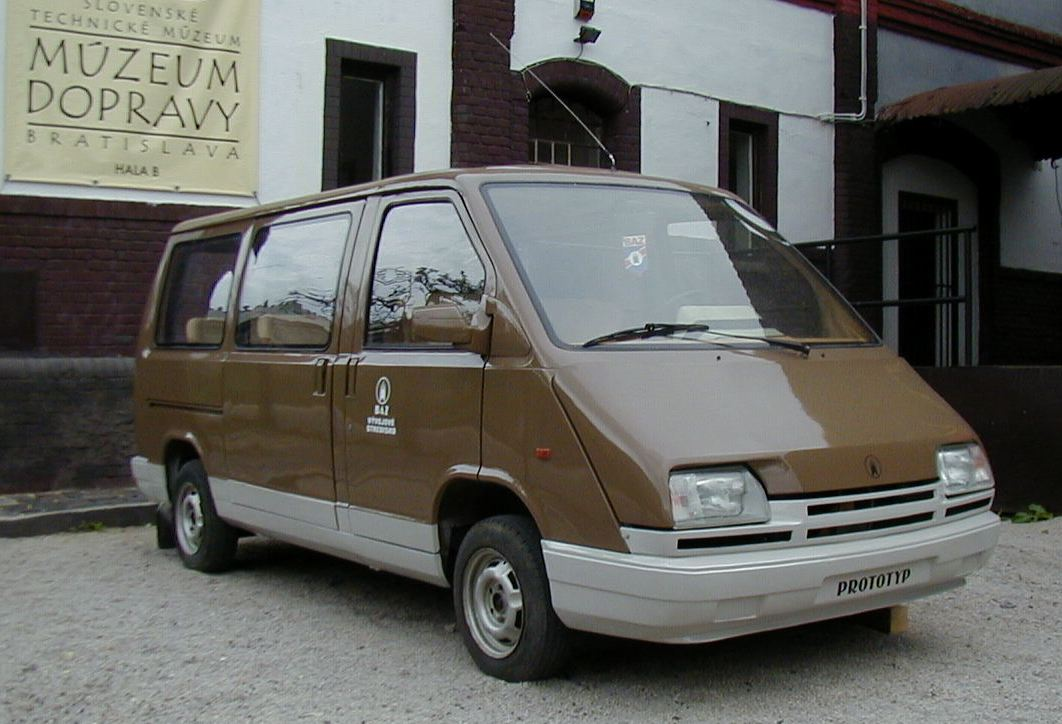
Prototyp BAZ MNA 900 (1988) und weitere in Zusammenarbeit mit Moskwitsch als Nachfolger des veralteten Škoda/TAZ 1203/1500.
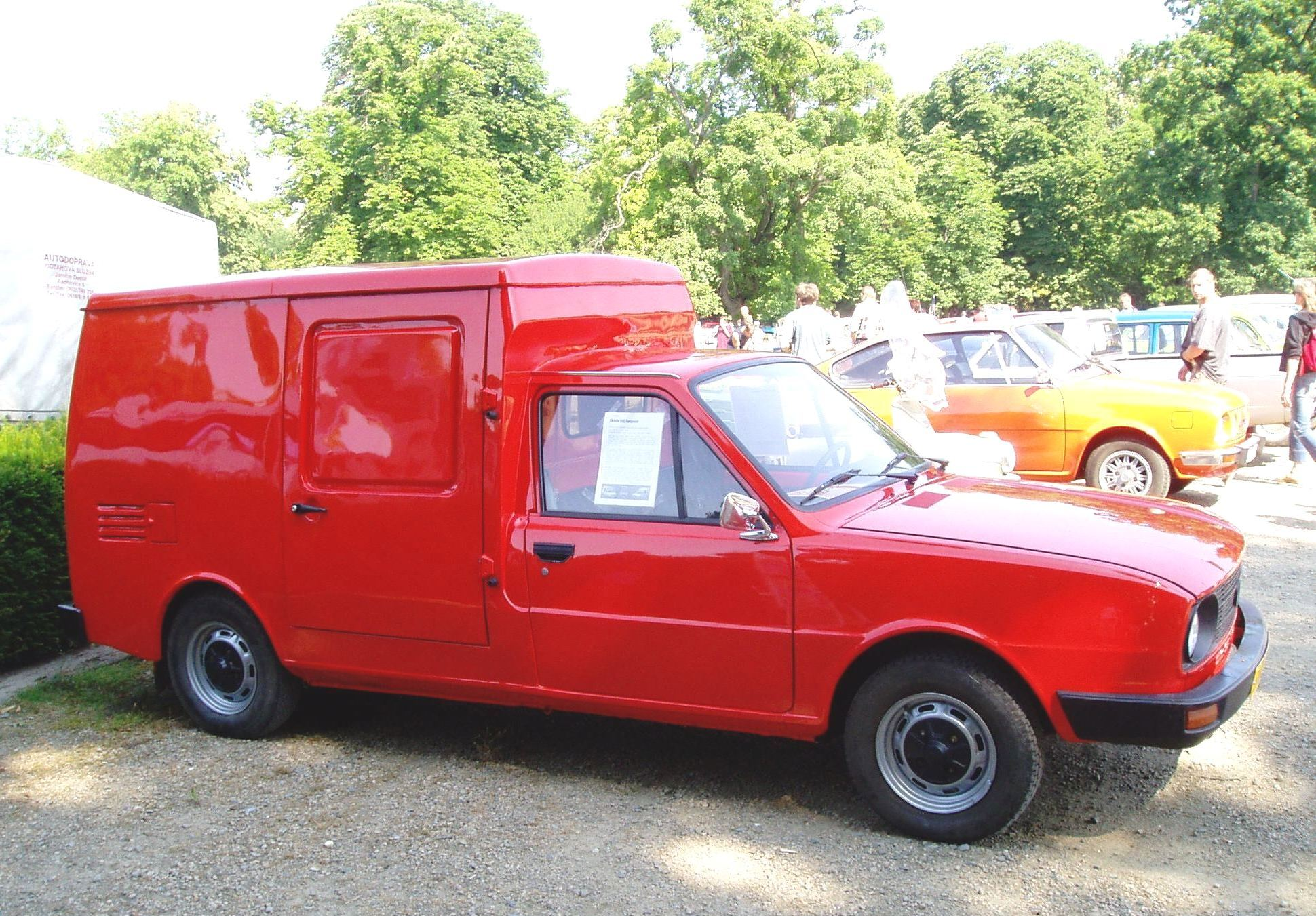
BAZ Furgonet (1982–1983) als Kastenwagen mit Heckmotor als Basis der Baureihe Škoda 742.
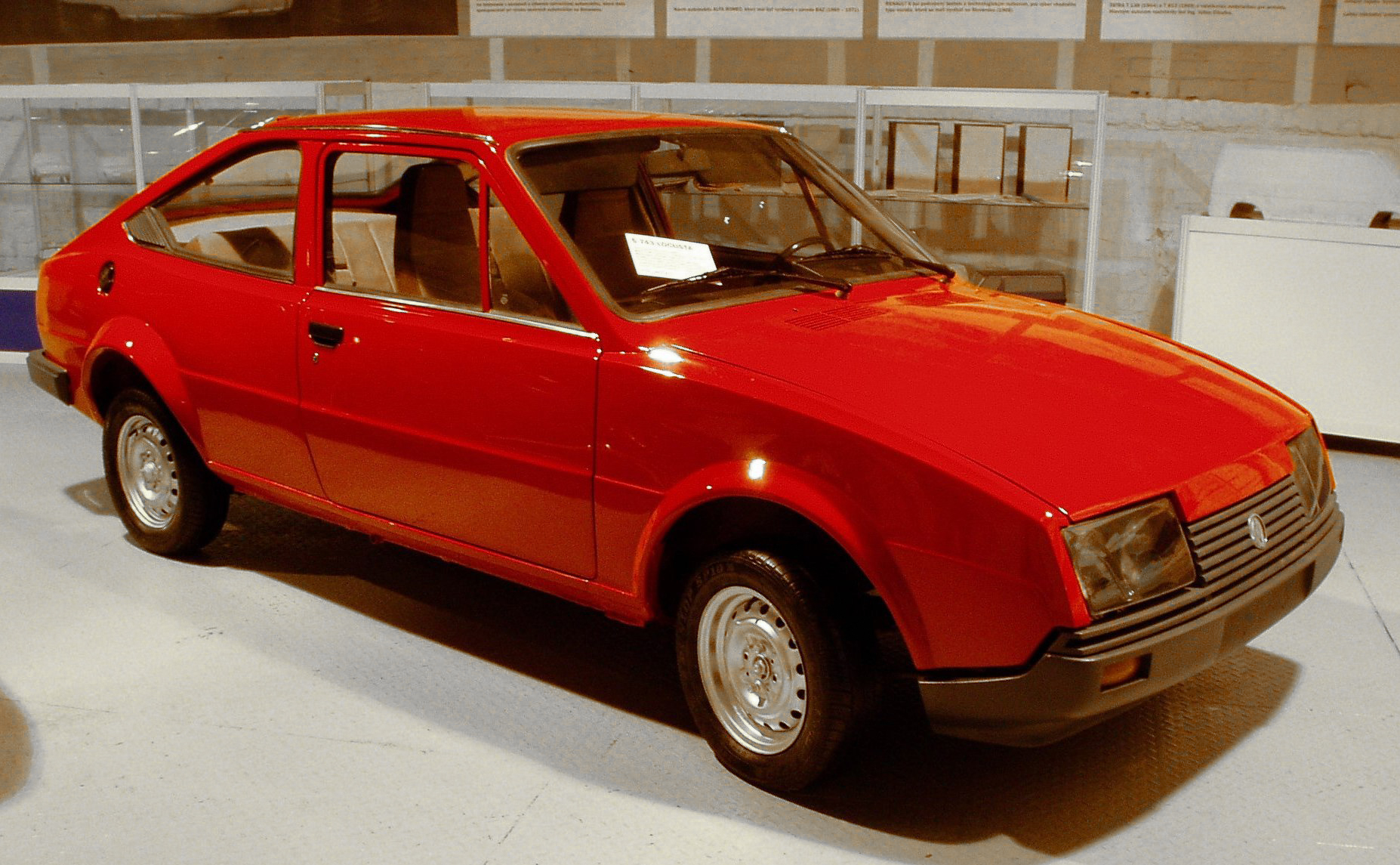
BAZ Locusta mit Frontmotor auf Basis des Škoda Rapid.

Bei BAZ produzierte Serienfahrzeuge
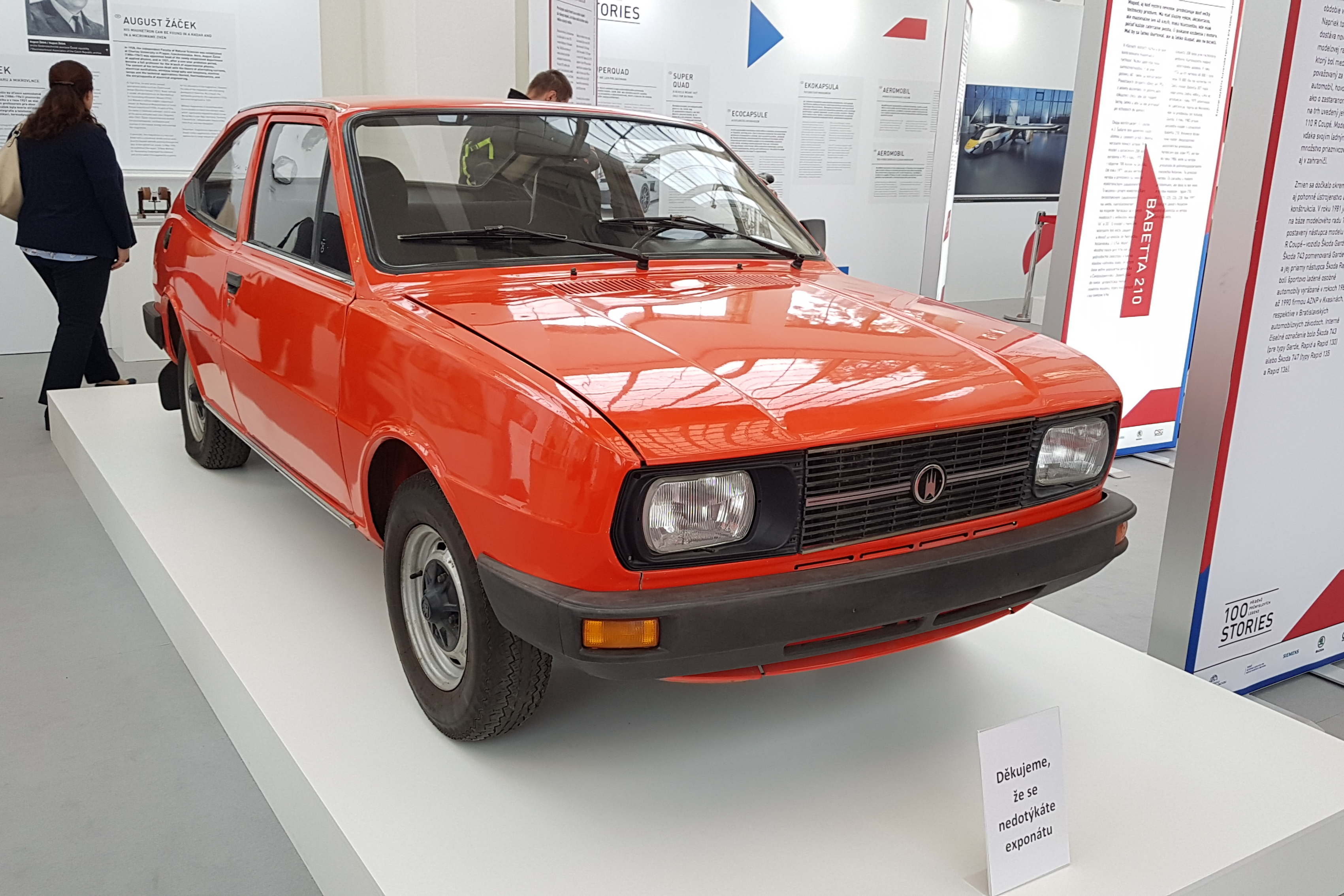
Škoda-BAZ Garde (1982–1984)
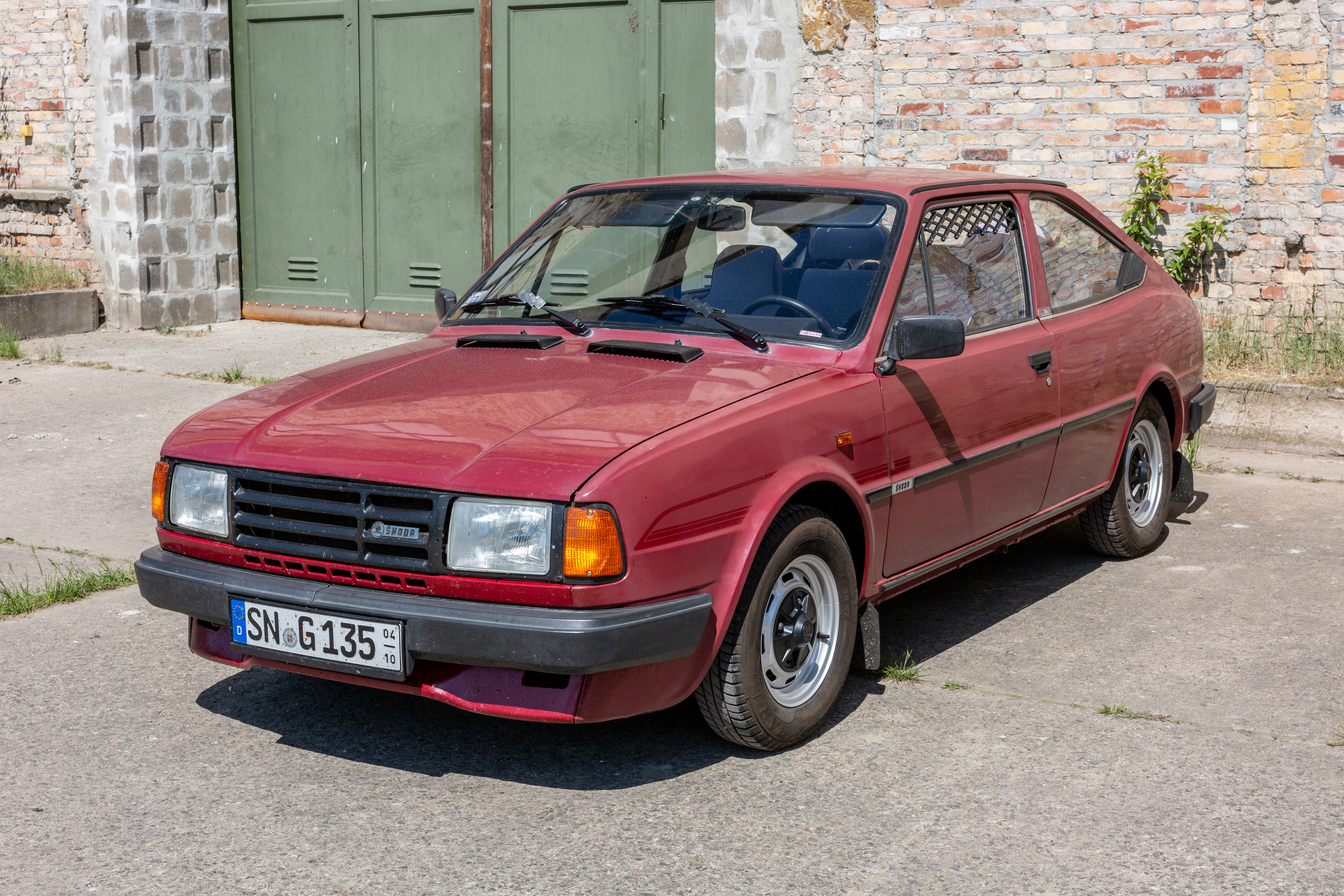
Škoda Rapid (1984–1987)
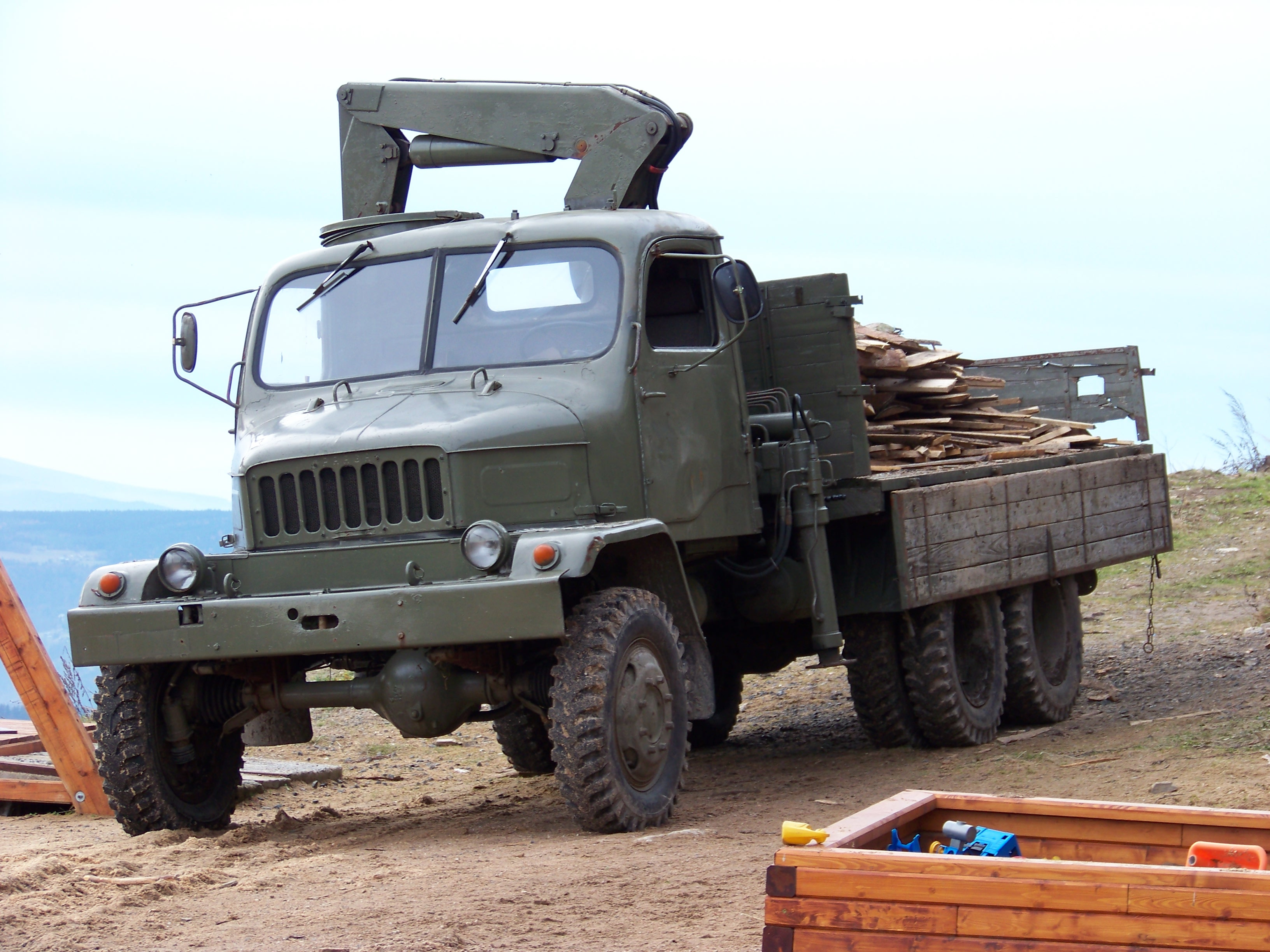
Praga V3S (1987–1990)

### Übernahme durch Volkswagen

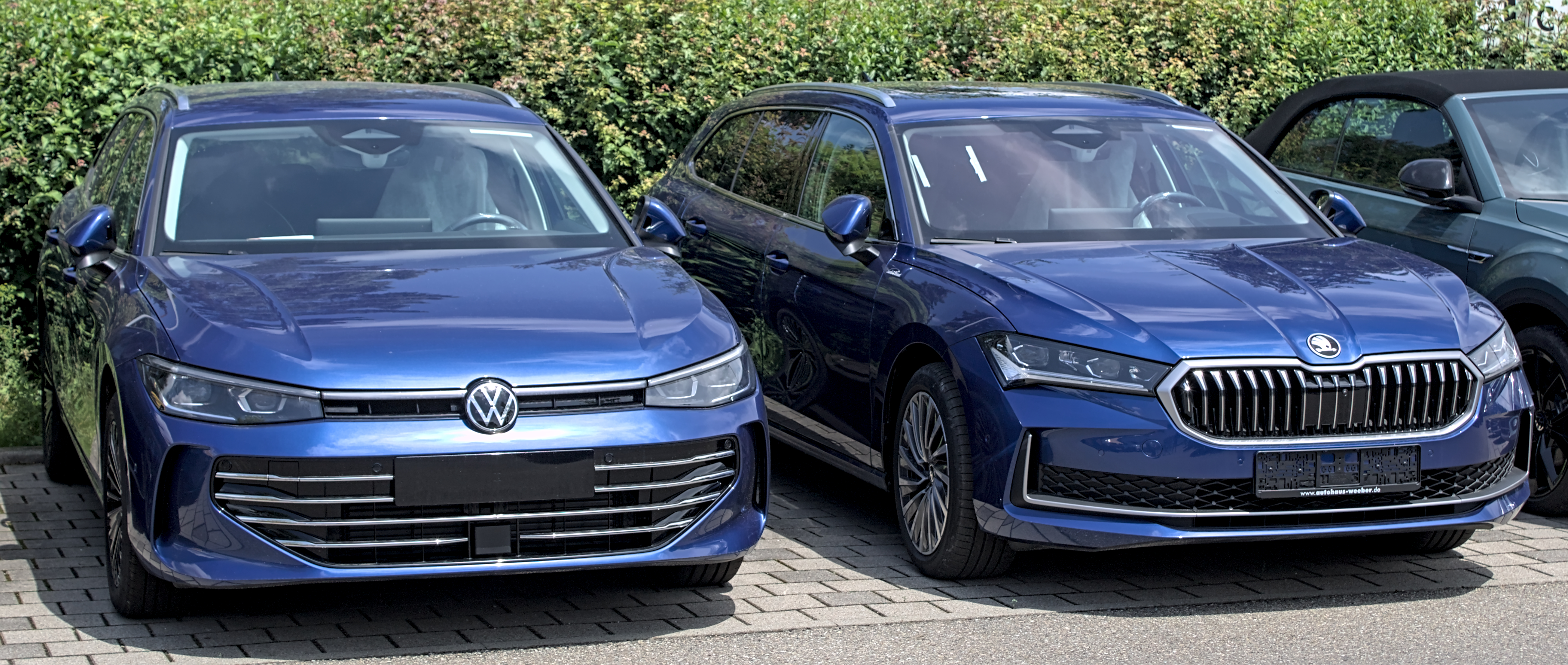
VW Passat B9 und Škoda Superb IV werden gemeinsam in Bratislava gefertigt.

Die Produktion begann am 14. Februar 1992. Als erstes VW-Modell wurde in Bratislava der Volkswagen Passat B3 hergestellt, der ebenfalls als Kombiversion Variant erhältlich war. Der Volkswagen Golf wurde hier in der dritten und der vierten Generation ebenso hergestellt wie der Golf syncro. Zwischenzeitlich hatte man auch den Volkswagen Polo IV hergestellt.
| Produktion  | 1991 | 1992 | 1993 | 1994   | 1995      | 1996      | 1997      | 1998      |
| ----------- | ---- | ---- | ---- | ------ | --------- | --------- | --------- | --------- |
| Fahrzeuge   | 1    | 2175 | 2952 | 6043   | 19.688    | 30.147    | 40.882    | 125.281   |
| Getriebe    | -    | -    | -    | 44.000 | 186.400   | 259.000   | 283.161   | 328.000   |
| Komponenten | -    | -    | -    | -      | 1.767.000 | 5.804.000 | 6.246.667 | 7.200.000 |

Im Jahr 2002 folgten die Modelle Volkswagen Touareg, Audi Q7 und Porsche Cayenne. Für letzteren wurden in Bratislava bis 2017 nur die Karosserieteile produziert, die von der Porsche Leipzig GmbH mit den Achsen sowie Motoren aus Zuffenhausen oder Győr versehen werden. Ebenso wurden die zweiten Generationen dieser Modelle in Bratislava gefertigt.
Mit dem Seat Ibiza folgte ab Januar 2003 eine weitere Marke. Er wurde aber nur in dessen 3. Generation produziert. Im März 2008 etablierte VW dann den Škoda Octavia II in seiner aktuellen Generation, der hier in allen seiner Karosserieformen (Stufenheck, Combi, RS und Scout) hergestellt wurde. Im Mai 2010 endete die Produktion des Octavia, um Platz für die Herstellung der seit 2009 angekündigten Modellbaureihe New Small Family zu schaffen, die seit 2011 im Bratislava-Werk hergestellt wird. Diese umfasst die Modelle VW up!, Škoda Citigo und Seat Mii. Die Gesamtkapazität für die Fahrzeugfertigung wurde auf 400.000 Einheiten pro Jahr erhöht. Zeitgleich wurden in Bratislava 1.500 weitere Arbeitsplätze geschaffen.
Im Jahr 2012 wurden nur die Kleinstwagen und die SUV in Bratislava gefertigt.
Die Produktion des Audi Q7 (II) startete Mitte Juli 2015. Seit 2017 ist die Produktion des Porsche Cayenne (III) komplett in Bratislava, auch mit Endmontage. Die Produktion des VW Passat wird mit Einführung der neunten Generation vom Volkswagen-Werk Emden nach Bratislava verlagert.

## Besichtigungsmöglichkeiten
Das Werk kann über ein Besucherzentrum mit Führung besichtigt werden. Besucher können im Rahmen der Besichtigung auch den 2,4 Kilometer langen Offroad-Parcours befahren.